# Wake an Echo
Wake an Echo ist ein Jazzalbum von Matt Ulery. Die am 11. und 12. Januar 2013 in den Joyride Studios, Chicago, entstandenen Aufnahmen erschienen am 16. Juli 2013 auf Greenleaf Music.

## Hintergrund
Für seine Veröffentlichung Wake an Echo – nach einem Album mit einem Streicher-Ensemble (By a Little Light, 2012) – verkleinerte Ulery sein Ensemble wieder auf ein Quintett. Der Bassist nahm das Album mit Marquis Hill (Trompete), Jon Deitemyer (Schlagzeug, Becken), Rob Clearfield (Piano, Akkordeon) und Geof Bradfield (Bassklarinette) auf.

## Titelliste

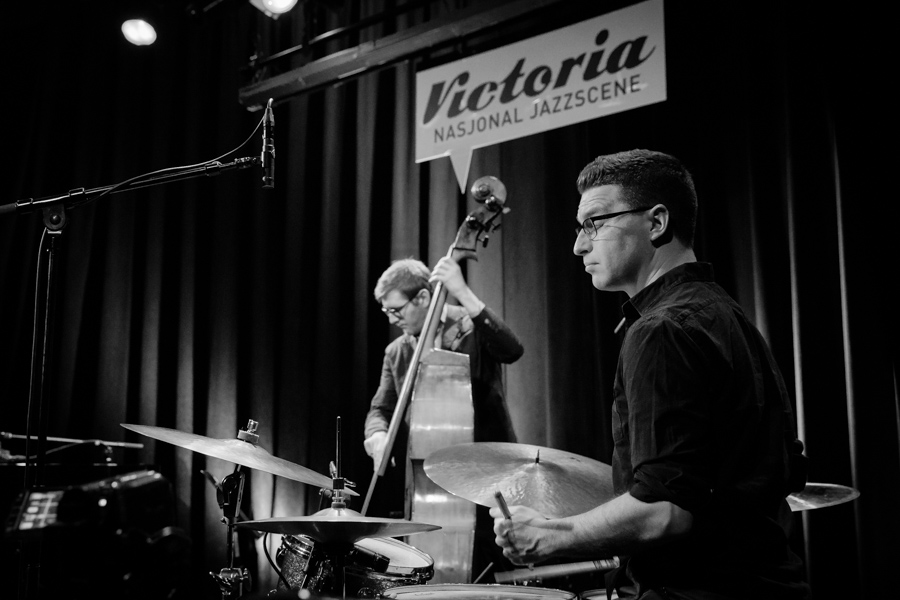
Schlagzeuger Jon Deitemyer mit Patricia Barber (nicht im Bild) und Patrick Mulcahy (links) im Club Nasjonal Jazzscene Oslo 2017

- Matt Ulery: Wake an Echo (Greenleaf Music GRE-1031)[1]

1. The Lady Vanishes 9:05
2. In Every Lonely Chamber 9:11
3. Coriander 7:03
4. Over Under Other 12:21
5. My Favorite Stranger 6:27
6. Carefree 8:07
7. All the Riven 4:09

Die Kompositionen stammen von Matt Ulery.

## Rezeption

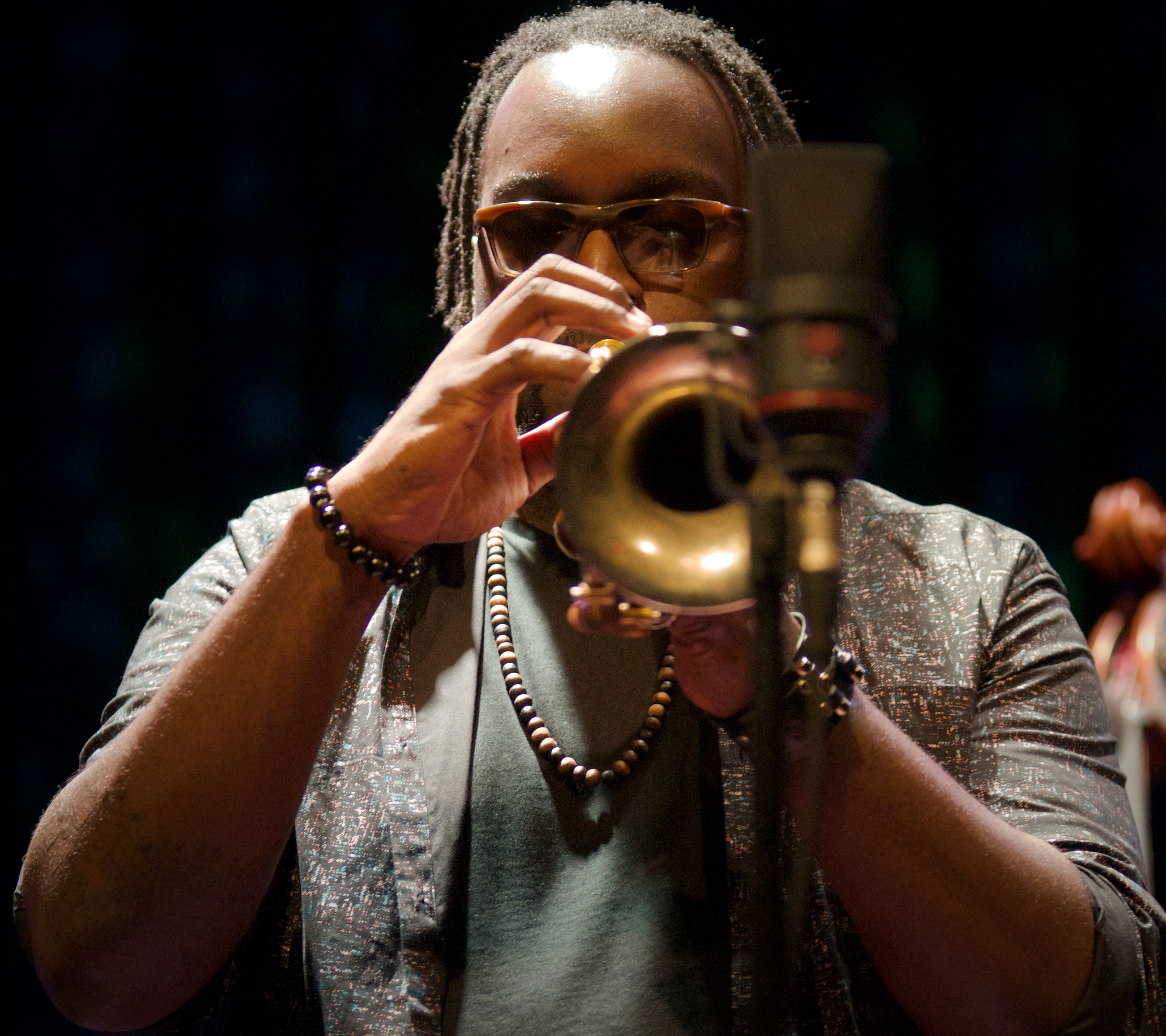
Marquis Hill bei einem Auftritt mit seiner Formation Blacktet 2017 im Bimhuis

Nach Ansicht von Aaron Novik (Bird Is the Worm) hat die Musik von Matt Ulery schon immer eine einzigartige Beweglichkeit für sich besessen. Bereits die Vorgängeralben hätten Anmut mit einer seltsamen Art von Uhrwerkpräzision geschaffen, die die Grenzen zwischen Formalität und exzentrischem Expressionismus verwischte. Immer noch präsent seien die großen Ideen, aber sie würden in eng gebündelten Ausdrucksformen dargeboten. Dies sei ein Quintett, das großartige Musik spiele und sie in geordneter Weise vorantreibe, der perfekte Zusammenfluss zwischen Exzentrik und Stattlichkeit. Dies sei eines dieser Alben, das zwar durchaus für sich allein genossen werden kann, aber wirklich erst dann gedeihe, wenn es im Kontext des Kontinuums von Ulerys Werk betrachtet werde.
Cineastisch, Soundtrack und ähnliche filmbezogene Wörter würden oft verwendet, um die Arbeit des Chicagoer Bassisten Matt Ulery zu beschreiben, meinte Hrayr Attarian in All About Jazz. Dessen Kompositionen seien sicherlich von der Filmkunst inspiriert und hätten im Laufe von sechs Jahren und zahlreichen Alben eine komplexe Textur erreicht, die eine erhabene und angenehme Synästhesie hervorrufe. Hört man sich Wake an Echo an, komme man nicht umhin, sich bewegte Bilder vorzustellen, die auf einem Bildschirm aufblitzen, sodass die sieben Kompositionen gewissermaßen gleichzeitig gehört und angesehen werden können. Das nach dem gleichnamigen Filmklassiker „The Lady Vanishes“ benannte Stück erinnere beispielsweise sofort an Bilder eines Zuges aus dem frühen 20. Jahrhundert, der durch die europäische Landschaft rast, während die langen Töne von der Frontline in modalen Harmonien über die rumpelnden Rhythmen wehen. Die klassisch beeinflussten Schnörkel des Pianisten Rob Clearfield würden mit zurückhaltendem Humor durch die großartigen, dunklen und faszinierenden Refrains schimmern. Die Konzepte und Themen, die in Ulerys früheren Platten erforscht wurden, seien hier gereift und hätten sich klar herauskristallisiert. Das Ergebnis sei eine gelungene und raffinierte Platte mit einem einzigartigen narrativen Arrangement, das charmant fesselnd und besinnlich fesselnd ist.